# Melodije morja in sonca 2020
40. Melodije morja in sonca so bile napovedane za 11. julij 2020, a so bile zaradi koronavirusa odpovedane.

## Javni razpis
Javni razpis je bil objavljen 12. marca 2020. Zbiranje prijav naj bi prvotno trajalo do 14. aprila, a je bilo zaradi koronavirusa podaljšano do 29. maja.
Pogoji razpisa so med drugim določali:
- skladbe so lahko dolge največ tri minute in pol (3:30) in morajo biti v slovenskem ali italijanskem jeziku
- na odru v okviru ene točke lahko nastopi največ 5 izvajalcev
- avtorji lahko prijavijo največ dve avtorski deli (glasba, besedilo)
- izvajalci morajo na dan festivala imeti najmanj 16 let
- skladbe bodo na festivalu izvedene v živo ob spremljavi MMS banda
- skladbe ne smejo biti predhodno javno predvajane ali kako drugače objavljene in morajo biti izvirno avtorsko delo

Na festivalu bi se predstavilo 14 skladb:
- 11 (ali več) bi jih med prijavami na razpis izbrala 7-članska strokovna (izborna) komisija
- 3 (ali manj) pa bi prispevali povabljeni avtorji oziroma izvajalci, ki bi jih k sodelovanju povabil organizacijski odbor festivala[a]

Strokovna komisija bi izbrala tudi 2 rezervni skladbi, ki bi se na festival uvrstili v primeru diskvalifikacije katere izmed prvotnih 14.

## Nagrade
- velika nagrada MMS 2020, o kateri bo odločalo glasovanje:
  - gledalcev in poslušalcev s telefonskim glasovanjem
  - občinstva v Amfiteatru Avditorija (z glasovalnimi lističi)
  - žirij 6 izbranih radijskih postaj (Prvi program Radia Slovenija, Radio Koper, Radio Celje, Murski val, Radio Maribor, Radio Sora)
  - strokovne žirije
- nagrade strokovne žirije za:
  - glasbo
  - besedilo
  - interpretacijo vokalnega solista
  - obetavnega izvajalca ali avtorja (nagrada Danila Kocjančiča)

Veliko nagrado MMS prejme izvajalec skladbe. V primeru izenačenja se višje uvrsti skladba, ki je prejela več točk od strokovne žirije.

## Odpoved festivala
Konec junija je bilo potrjeno, da festivala v letu 2020 ne bo.